# Tesho Akindele
Tesho Akindele (Calgary, Alberta, Canadá, 31 de marzo de 1992) es un exfutbolista canadiense. Jugaba de delantero. Fue internacional absoluto por la selección de Canadá entre 2015 y 2021, con la que disputó 19 encuentros.

## Trayectoria

### Inicios
Akindele, nacido en Canadá e hijo de padre nigeriano y madre canadiense, se mudó con su familia a los Estados Unidos a los 8 años de edad. Creció en Thornton, Colorado.
Como universitario, jugó durante cuatro años para los Colorado Mines Orediggers de  la Colorado School of Mines. Jugó 83 encuentros y anotó 76 goles para el equipo universitario entre 2010 y 2013. En 2013 jugó un encuentro para el Real Colorado Foxes de la USL PDL.

### FC Dallas
El 16 de enero de 2014, Akindele fue seleccionado en la primera ronda del SuperDraft de la MLS 2014 por el FC Dallas. Debutó profesionalmente el 12 de abril en la derrota por 2-3 contra el Seattle Sounders. Luego de anotar siete goles  en 26 encuentros en su primera temporada, el canadiense fue nombrado Novato del año de la Major League Soccer 2014.

### Orlando City
El 9 de diciembre de 2018, el delantero fue intercambiado al Orlando City. Anotó en su debut en el empate 2-2 ante el New York City FC.
En diciembre de 2022, Akindele anunció su retiro como jugador.

## Selección nacional
Akindele formó parte de la selección de Canadá sub-17 en 2009, y jugó el 2 de abril contra su similar de Costa Rica. El 5 de noviembre de 2014 se reportó que el delantero rechazó una llamada a la selección de Canadá, ya que esperaba su citación por la selección de Estados Unidos. Esta llegó el 9 de enero de 2015 para los encuentros amistosos de Estados Unidos contra Chile y Panamá, sin embargo el jugador no debutó con la selección.
El 14 de abril de 2015, el entrenador de la selección de Canadá Benito Floro, aseguró que el jugador estaba convencido de representar a Canadá, y aceptó formar parte de la selección el 2 de junio para dos encuentros contra Dominica de la clasificación para la Copa Mundial de Fútbol de 2018. Debutó el 11 de junio contra Dominica en la ida, y en la vuelta anotó su primer gol en la victoria por 4-0 en el BMO Field.

## Estadísticas

### Clubes
Ref.
| Real Colorado Foxes Estados Unidos                                                                            | 4.ª           | 2013          | 1   | 0  | -  | - | -  | - | 1   | 0  |
| Real Colorado Foxes Estados Unidos                                                                            | Total club    | Total club    | 1   | 0  | 0  | 0 | 0  | 0 | 1   | 0  |
| FC Dallas Estados Unidos                                                                                      | 1.ª           | 2014          | 29  | 8  | 4  | 1 | -  | - | 33  | 9  |
| FC Dallas Estados Unidos                                                                                      | 1.ª           | 2015          | 32  | 6  | -  | - | -  | - | 32  | 6  |
| FC Dallas Estados Unidos                                                                                      | 1.ª           | 2016          | 33  | 7  | 4  | 0 | 4  | 0 | 41  | 7  |
| FC Dallas Estados Unidos                                                                                      | 1.ª           | 2017          | 29  | 4  | 3  | 0 | 4  | 0 | 36  | 4  |
| FC Dallas Estados Unidos                                                                                      | 1.ª           | 2018          | 20  | 2  | 2  | 1 | 1  | 0 | 23  | 3  |
| FC Dallas Estados Unidos                                                                                      | Total club    | Total club    | 143 | 27 | 13 | 2 | 9  | 0 | 165 | 29 |
| Orlando City Estados Unidos                                                                                   | 1.ª           | 2019          | 28  | 10 | 4  | 1 | -  | - | 32  | 11 |
| Orlando City Estados Unidos                                                                                   | 1.ª           | 2020          | 23  | 4  | 0  | 0 | -  | - | 23  | 4  |
| Orlando City Estados Unidos                                                                                   | 1.ª           | 2021          | 33  | 3  | 0  | 0 | 1  | 0 | 34  | 3  |
| Orlando City Estados Unidos                                                                                   | 1.ª           | 2022          | 28  | 3  | 4  | 0 | -  | - | 32  | 3  |
| Orlando City Estados Unidos                                                                                   | Total club    | Total club    | 112 | 20 | 8  | 1 | 1  | 0 | 121 | 21 |
| Orlando City B Estados Unidos                                                                                 | 3.ª           | 2022          | 1   | 1  | -  | - | -  | - | 1   | 1  |
| Orlando City B Estados Unidos                                                                                 | Total club    | Total club    | 1   | 1  | 0  | 0 | 0  | 0 | 1   | 1  |
| Total carrera                                                                                                 | Total carrera | Total carrera | 257 | 48 | 21 | 3 | 10 | 0 | 288 | 51 |
| (1) Incluye datos de la US Open Cup (2) Incluye datos de la Liga de Campeones de la Concacaf y la Leagues Cup |               |               |     |    |    |   |    |   |     |    |

### Selección
| Adulta · Canadá | 2015  | - | - | 7  | 1 | - | - | 7  | 1 |
| Adulta · Canadá | 2016  | 3 | 1 | 3  | 0 | - | - | 6  | 1 |
| Adulta · Canadá | 2017  | - | - | -  | - | - | - | 0  | 0 |
| Adulta · Canadá | 2018  | 1 | 0 | -  | - | - | - | 1  | 0 |
| Adulta · Canadá | 2019  | - | - | -  | - | - | - | 0  | 0 |
| Adulta · Canadá | 2020  | 3 | 1 | -  | - | - | - | 3  | 1 |
| Adulta · Canadá | Total | 7 | 2 | 10 | 1 | 0 | 0 | 17 | 3 |
| (1) Incluye los partidos del Clasificación de Concacaf para la Copa Mundial de Fútbol de 2018 y la Copa de Oro de la Concacaf 2015 |       |   |   |    |   |   |   |    |   |

## Palmarés

### Títulos nacionales
| Título             | Club         | País           | Año  |
| ------------------ | ------------ | -------------- | ---- |
| Supporters' Shield | FC Dallas    | Estados Unidos | 2016 |
| U.S. Open Cup      | FC Dallas    | Estados Unidos | 2016 |
| U.S. Open Cup      | Orlando City | Estados Unidos | 2022 |

### Distinciones individuales
| Distinción                               | Año  |
| ---------------------------------------- | ---- |
| Novato del año de la Major League Soccer | 2014 |